# Laimosemion gransabanae
Laimosemion gransabanae är en sötvattenlevande växtlekande fiskart bland de så kallade äggläggande tandkarparna som beskrevs av Lasso, Taphorn och Jamie E. Thomerson 1992.
Arten förekommer i östra Venezuela i delstaten Bolívar vid floderna Caroní och Cuyuní. Kanske når den angränsande områden av Guyana. I området inrättades Canaima nationalpark. Habitatet utgörs av mindre vattendrag med klippig grund och flera forsar. Kring vattendragen förekommer skogar och savanner.
I området utanför skyddszonen omvandlas skogar till odlingsmark vad som kan hota beståndet. Dessutom förekommer en illegal guldgruva i regionen. På grund av hoten och utbredningsområdets begränsning listas Laimosemion gransabanae av IUCN som sårbar (VU).

## Systematik
Tillsammans med samtliga andra arter i släktet Laimosemion förutom L. paryagi inräknades Laimosemion gransabanae tidigare in i släktet Rivulus. Emellertid var släktet Rivulus inte särskilt homogent, och efter en genomgripande revidering 2011 av taxonomin av framför allt den brasilianske iktyologen Wilson José Eduardo Moreira da Costa fördes en del av arterna – utom L. paryagi som då ännu inte var beskriven – upp i det egna släktet Laimosemion.